# ×Cirsiocarduus
× Cirsiocarduus là một chi thực vật có hoa trong họ Cúc (Asteraceae).

## Loài
Chi × Cirsiocarduus gồm các loài: